# Teen Wolf
Teen Wolf er en amerikansk fantasykomediefilm fra 1985 udgivet af Atlantic Releasing Corporation med Michael J. Fox i hovedrollen som Scott Howard, en gymnasieelev, som opdager at hans familie er udsædvanlig, da han finder ud af at han kan forvandle sig til en varulv. Filmen blev instrueret af Rod Daniel baseret på et manuskript af Joseph Loeb III og Matthew Weisman.
Filmen blev efterfulgt i 1987 af Teen Wolf Too, en animeret tv-serie som blev sendt på CBS fra 1986 til 1987 og en live-action tv-serie, som premierede på MTV i juni 2011.

## Eksterne Henvisninger
- Teen Wolf på Internet Movie Database (engelsk)
- Teen Wolf på Filmdatabasen
- Teen Wolf på Scope
- Teen Wolf i Svensk Filmdatabas (svensk)
- Teen Wolf på AlloCiné (fransk)
- Teen Wolf på MovieMeter (nederlandsk)
- Teen Wolf på AllMovie (engelsk)
- Teen Wolf hos American Film Institute (engelsk)
- Teen Wolf på Turner Classic Movies (engelsk)
- Teen Wolf på The Movie Database (engelsk)